# 護身符
護身符

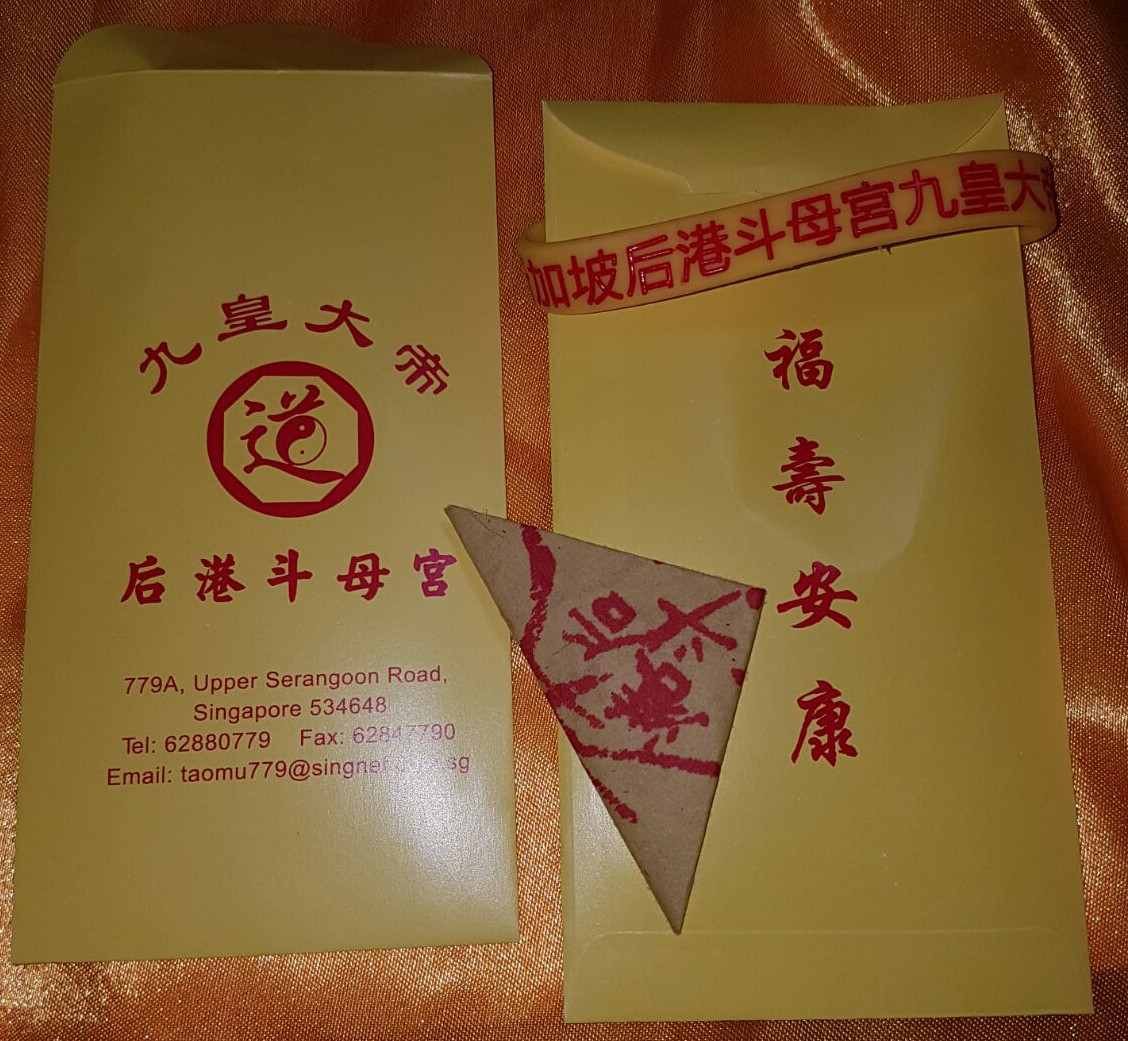
新加坡道教护身符

香火袋，為台灣民間信仰常見的一種護身符

是在各宗教及民間信仰中，指能夠帶給擁有者好運，或是保護擁有者，讓他避免惡運及鬼神侵害的任何物體。不同人類族群中，根據其本身的文化，有不同的護身符信仰。例如西洋的幸運兔腳，幸運錢幣與十字架，中國道教的符籙，儒家推崇的玉佩習俗，都是一種護身符。

在台灣，許多的廟宇會提供護身符讓信眾索取，護身符上通常會印有太極和八卦的圖案，以及宮廟主神名稱。基本上護身符裡面都放有符咒或香灰，保佑佩戴者平安。

## 另見
- 香火
- 符咒
- 守
- 佛牌

### 文獻
- 平安符上的紅印　代表公文由神明所批（页面存档备份，存于）